# (36206) 1999 TK107
1999 TK107 (asteroide 36206) é um asteroide da cintura principal. Possui uma excentricidade de 0.10308800 e uma inclinação de 9.52210º.
Este asteroide foi descoberto no dia 4 de outubro de 1999 por LINEAR em Socorro.